# یابووننا شردنگا
یابووننا شردنگا (به لاتین: Jabłonna Średnia) یک روستا در لهستان است که در گمینا یابووننا لاتسکا واقع شده‌است.